# Конский хвост (причёска)

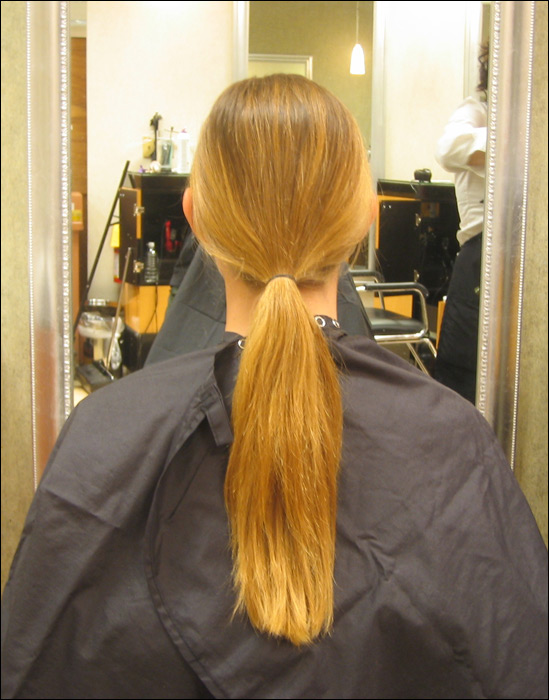
Женщина с конским хвостом

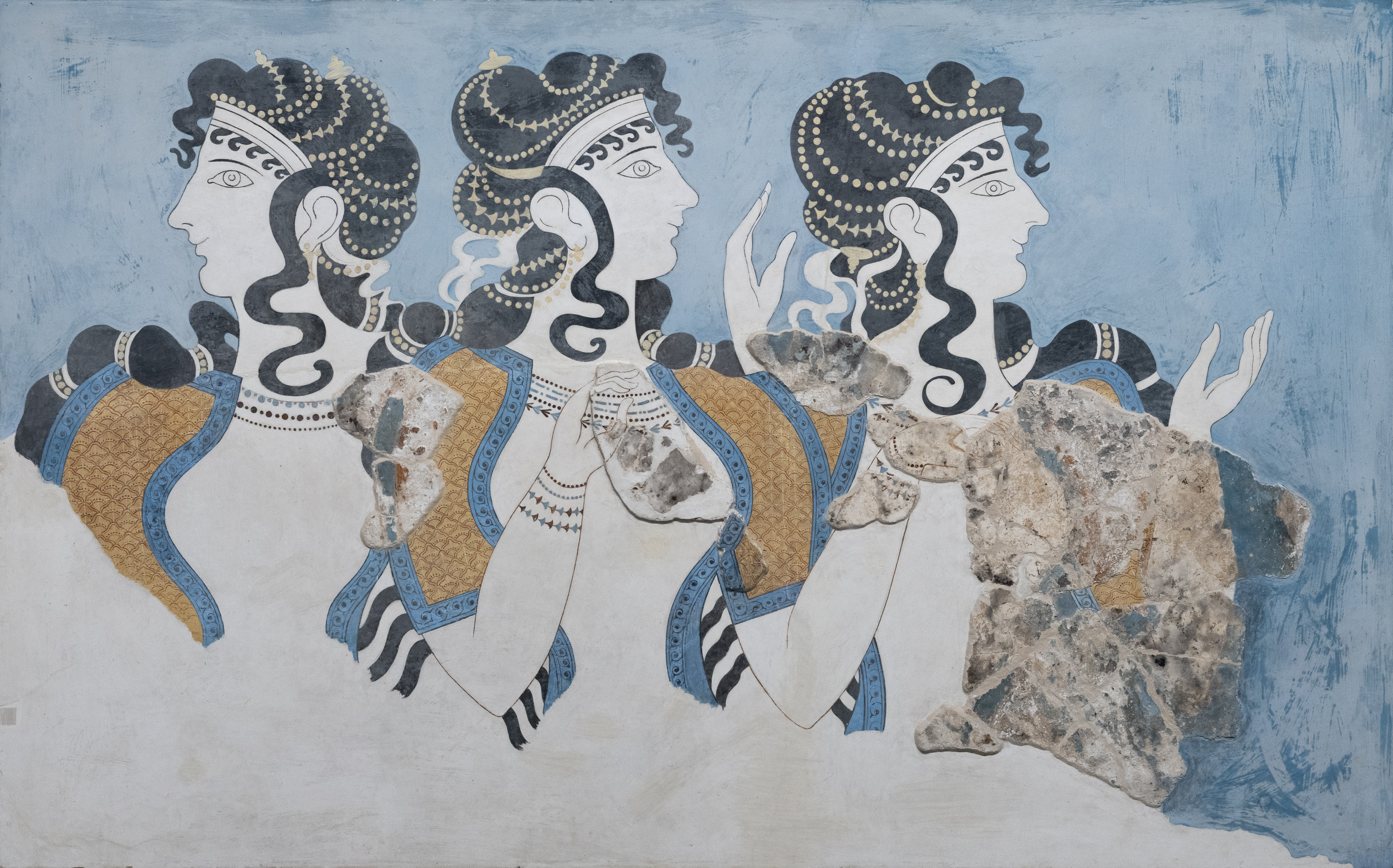
Изображение фрески «Дамы в голубом» из Кносского дворца на острове Крит, где женщины носят причёску, напоминающую конский хвост

Ко́нский хво́ст, также хво́стик — причёска, в которой длинные волосы собираются позади головы в хвост, напоминающий лошадиный. Эта прическа распространена среди женщин и среди мужчин с длинными волосами, так как почти не требует ухода.
Была любимой прической модельера Карла Лагерфельда, постоянно появлявшегося с ней на публике начиная с 1976 года, и считавшего, что не тратя времени и сил, с ней всегда можно выглядеть стильно и опрятно.
На основе хвоста делается прическа под названием пучок.